# Bazilika Nanebevzetí Panny Marie a svatého Mikuláše
Bazilika Nanebevzetí Panny Marie a sv. Mikuláše ve Žďáře nad Sázavou je původně gotický, barokně za účasti Jana Blažeje Santiniho přestavěný kostel, který je součástí bývalého cisterciáckého kláštera Studnice Blahoslavené Panny Marie. V roce 2009 byl kostel povýšen na baziliku minor. Je farním kostelem farnosti Žďár nad Sázavou-II.
Je to druhý nejdelší chrám na Moravě - po velehradské bazilice - a nejdelší chrám brněnské diecéze. Je chráněnou kulturní památkou České republiky.

## Historie

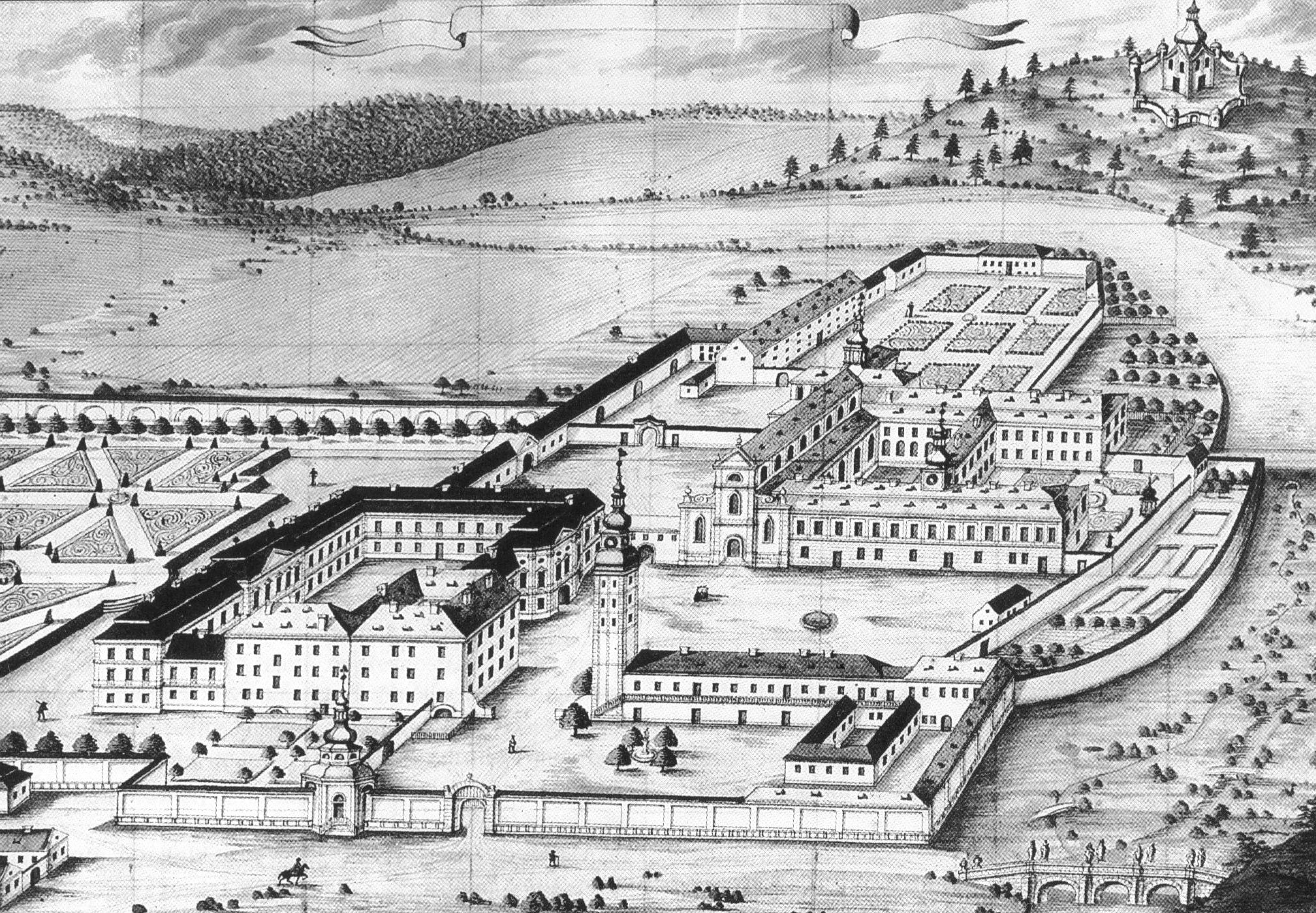
pohled na klášter v 18. století – vlevo vpředu prelatura, klášterní kostel zhruba uprostřed, vpravo od něj vlastní klášter, zcela vpravo na kopci poutní kostel Jana Nepomuckého

Výstavba klášterního kostela začala bezprostředně po založení kláštera roku 1252. Základy kostela byly slavnostně vysvěceny 25. 5. 1253. Protáhlá trojlodní bazilika (o délce 78 m) končí na východě příčnou lodí s kaplemi (o délce 32 m).V roce 1263 byla pravděpodobně stavba kostela z větší části dokončena. V roce 1264 byly slavnostně vysvěceny oltáře. Západní průčelí kostela bylo dokončeno patrně až po roce 1300.
Kostel se od svého založení stal pohřebištěm rodin zakladatelů (např. pánů z Obřan, královského rodu pánů z Kunštátu a rodu pánů z Lichtenburka).
Roku 1689 byl klášterní kostel poničen požárem, při němž se zřítila tři západní pole klenby hlavní lodi. Zřejmě vzápětí byl poškozený kostel opraven, snad Giovannim Battistou Spinettim di Angelo. Ten po roce 1701 stavěl také nový, svaté Markétě zasvěcený kostelík pro poutníky při vstupu do areálu a do roku 1703 vybudoval také přilehlou novou bránu kláštera.

### Santiniho úpravy

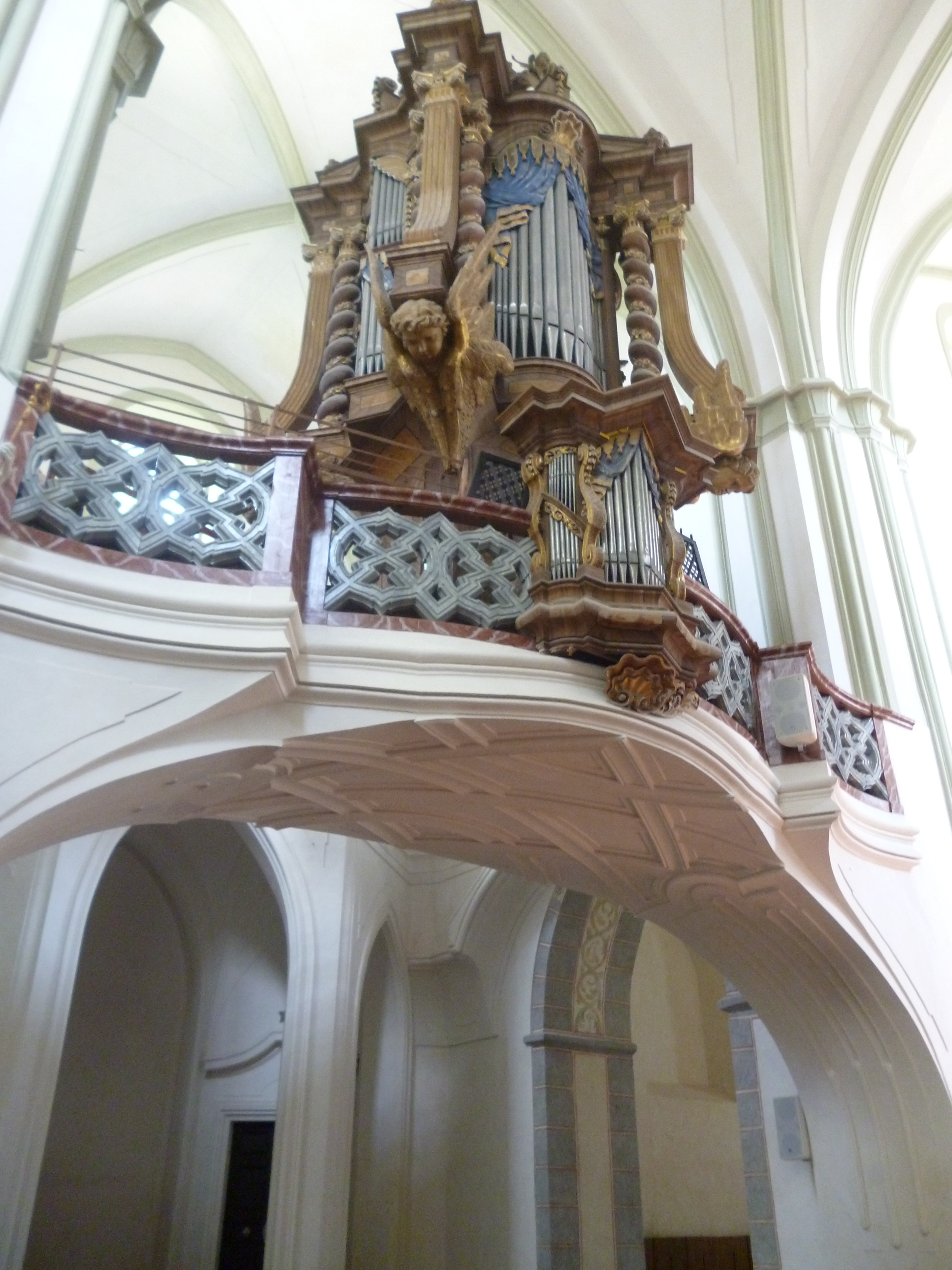
Varhany v transeptu kostela NPM ve Žďáru nad Sázavou

Pravděpodobně po roce 1706 nechal opat Václav Vejmluva upravit interiér v barokně-gotickém stylu Janem Santinim.  Originálním způsobem řešil systém průchodů do jednotlivých částí kostela a spojení gotických a barokních prostor. Práce se týkaly především vybudování dvojice hudebních krucht s varhanními skříněmi na  balkonech příčné lodi (transeptu). Tyto Santiniho doplňky, především subtilní empory s těžce působící dvojicí varhanních skříní, patří k individuálně nejvyhrocenějším výkonům architektovy fantazie. Působí velmi expresivně, překvapivě a paradoxně, takřka přeludně, neboť dojem velmi křehké podpory a přetíženého břemene vzbuzuje téměř dojem neplatnosti gravitace. Varhany na levé empoře postavil jeden z nejlepších evropských varhanářů brněnský Jan David Sieber zřejmě někdy kolem roku 1723. Protilehlá empora je vybavena - kvůli symetrii - prázdnou varhanní skříní. 
Unikátně je též řešena dvojice barokních portiků, vsazených do čel příčné lodi. Tyto portiky variují Santiniho exteriérové portiky klášterních kostelů v Sedlci či v Kladrubech. Štukový ornament, uplatněný ve středu kleneb nesoucích kruchty, připomíná podobné quasigoticky pojaté ornamentální štukové vzorce Francesca Borrominiho. Gotismem je i v Santiniho díle častěji použitý barokně-gotický vzorec dřevěných výplní parapetů krucht. Santini navrhl také bohatě utvářené zábradlí schodišť s prolamovanými ornamenty. 
Podle jeho návrhu vznikly dvoupodlažní chórové lavice s architektonicky řešenou zadní stěnou se sochařskou výzdobou. Zpracoval architektonickou koncepci hlavního oltáře, pro který ze staršího vybavení kostela použil dva obrazy slezského malíře Michaela Willmanna, představující Nanebevzetí Panny Marie, nástavec Nejsvětější Trojici. Sochařskou výzdobu vytvořil Řehoř Thény. 

### Farní kostel
V roce 1784 úmyslně založený požár  poničil celý klášter i s kostelem. Klášter byl na žádost opata Steinbacha zrušen a  kostel byl v roce 1786 prohlášen za farní. Část svého nejvzácnějšího liturgického mobiliáře musel odevzdat  státu. Péče o kostel se stala povinností nových majitelů žďárského panství.

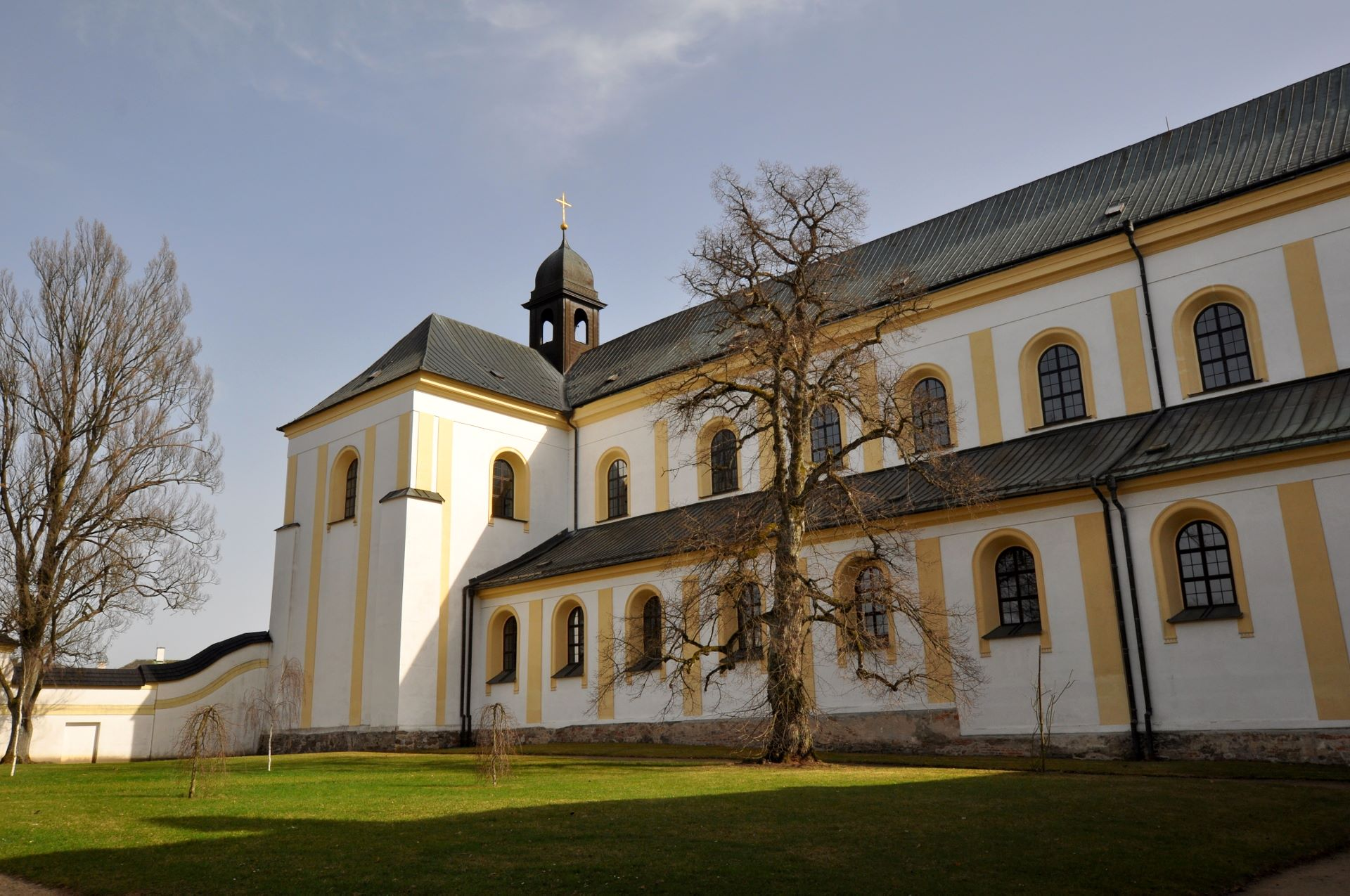
boční pohled na kostel z bývalé klášterní zahrady

V roce 1947 byla otevřena tumba z 15. století v jižní kapli Zvěstování Panně Marii  a proveden antropologický průzkum hrobky zakladatelů kláštera. Po komunistickém převratu byl kostel společně s dalším církevním majetkem v roce 1952 převeden pod státní správu.
V roce 2005 byl vrácen farní (bývalý konventní) kostel zpět církvi. Po katastrofálních požárech v druhé polovině 18. století nikdo neopravoval barokní omítky a poslední předchozí výmalba interiéru byla provedena v roce 1902.  Od roku 2005 probíhaly v interiéru kostela práce na architektonické a umělecké obnově interiéru, s cílem vrátit mu podobu z doby vrcholně barokního rozkvětu. Vnitřní architektonická obnova byla úspěšně dokončena v roce 2008. Byly opraveny omítky v obou bočních lodích, transeptu a presbytáře. Rovněž byly zahájeny restaurátorské práce při obnově oltářů – opravy umělých mramorů, restaurování oltářních pláten, dřevěných plastik, v závěrových kaplích se opravovaly nástěnné fresky. Po dvou stech letech byl znovu otevřen zazděný jižní portál do rajského dvora. V roce 2008 došlo na opravy kleneb. V presbytáři byla nalezena unikátní freska zachycující průvod rytířů klečících před Matkou Boží. V čele průvodu je zobrazen pan Boček z Obřan a král Jiří z Poděbrad, oba s maketou chrámu jako zakladatel a obnovitel kláštera.
Kvůli plánovanému povýšení na baziliku minor došlo k vybudování nové oltářní menzy. Autorem obětního stolu je brněnský umělec Milivoj Husák. V sobotu 30. 8.2008 při páté diecézní pouti rodin brněnský biskup Vojtěch Cikrle nový oltář požehnal a vložil do něj ostatky svaté Zdislavy, ochránkyně rodin a žďárský chrám se tak stal jedním z oficiálních míst kultu této světice. Mozaikový cyklus zakladatelských rodů v severní lodi vytvořil akademický malíř Jaroslav Šerých v roce 2005. 
V lednu 2009 papež Benedikt XVI. udělil l farnímu kostelu Nanebevzetí Panny Marie a sv. Mikuláše titul bazilika minor.

## Popis

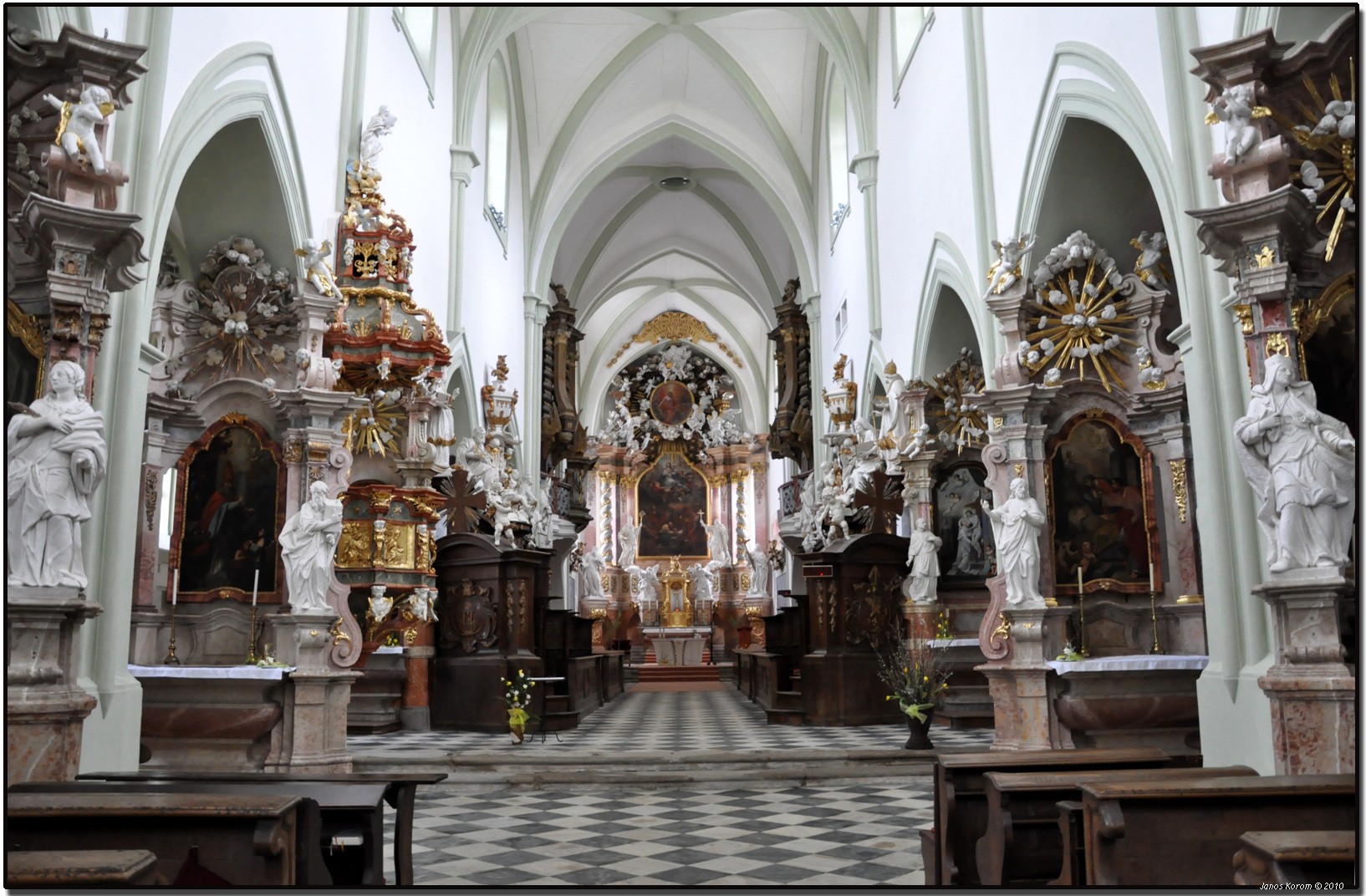
Interiér kostela NPM ve Žďáru nad Sázavou

Orientovaný  kostel je situován v centru bývalého klášterního areálu. Jeho západní průčelí se nalézá přímo proti vstupní bráně. Na jih od kostela byly situovány budovy konventu, dnes z větší části zaniklé.
Podoba kostela typově odpovídá jiným raně gotickým cisterciáckým klášterům. Je tvořen dlouhým, bazilikálně uspořádaným trojlodím, transeptem a polygonálně ukončeným kněžištěm. Poměrně strohá západní fasáda je upravena barokně, ale hlavní portál je gotický.  Celková délka chrámu je 78 metrů, šířka 20 metrů.
Interiér kostela je zaklenut mohutnými, stroze působícími křížovými žebrovými klenbami. Architektonické detaily jsou modelovány barokním quasigotickým štukem, který částečně překrývá původní, gotické, z kamene tesané architektonické články. K nejstarším částem patří severní závěrová kaple, dochovaná z původního cisterciáckého projektu. Zdobí ji pozdně gotické fresky z 15. století. Mobiliář je vrcholně barokní.
Na bočním oltáři v jižní lodi se nachází raně gotická socha Studniční Panny Marie, která podle legendy pomohla uzdravit opata Vejmluvu. 